# Khaya anthotheca
Khaya anthotheca es una especie de árbol perteneciente a la familia de las meliáceas.

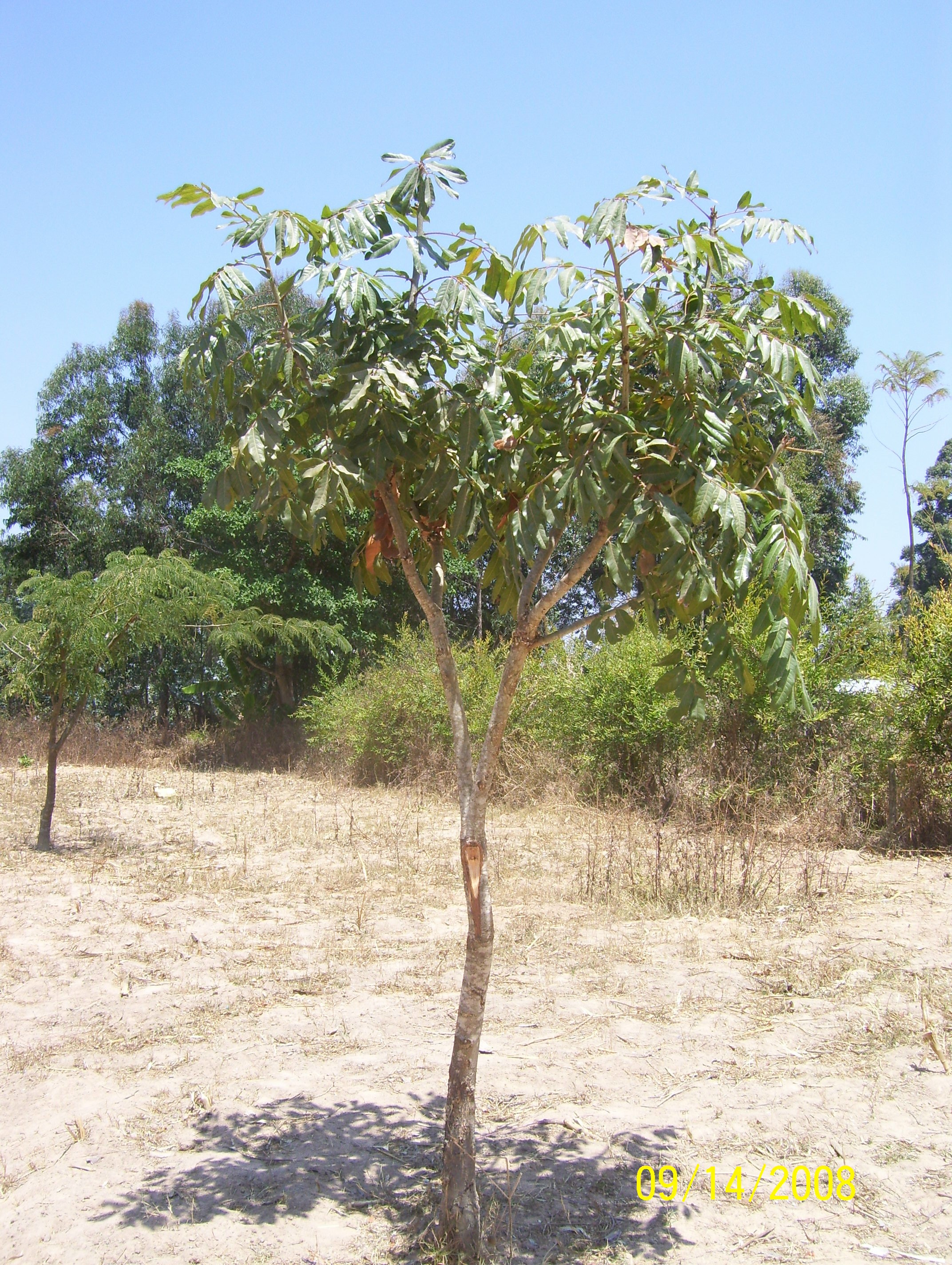
Árbol joven

## Descripción
Es un árbol de gran tamaño que alcanza entre 30 y 60 metros de altura, con corteza pardo grisácea. En los árboles más grandes de Khaya anthotheca, las flores blancas perfumadas brotan en los extremos de sus ramas. Esta especie se confunde a menudo con Khaya grandifoliola.

## Hábitat
K. anthotheca crece en zonas de baja altitud en los bosques de hoja perenne. Requieren tierras húmedas con el fin de crecer. Se encuentran principalmente en Sudáfrica, Cuba y Puerto Rico.

## Usos
La madera se utiliza para muebles, pisos, paneles, y en la construcción de barcos. Es el árbol perfecto para estos proyectos debido a que es resistente a la polilla y las termitas, es resistente a la descomposición por hongos, y es duro, incluso a las sierras. La corteza tiene un sabor amargo que se utiliza a menudo como una medicina para el resfriado común. El aceite de las semillas también se pueden frotar en el cuero cabelludo de una persona para deshacerse de los insectos y los piojos.
Amenazas
A menudo se corta y se destruye en África oriental y occidental. La plantación de nuevos árboles en estas áreas para compensar lo que se destruye es muy rara. La erosión genética se cree que ha internenido también. Debido a esto, K. anthotheca aparece como "vulnerable" en la Lista Roja de la UICN.
Conservación
Algunas poblaciones del árbol Khaya anthotheca están siendo protegidas. También ha habido prohibiciones impuestas a la exportación en algunos países.

## Taxonomía
Khaya anthotheca fue descrita por (Welw.) C.DC. y publicado en Monographiae Phanerogamarum 1: 721. 1878.
Etimología
anthotheca: epíteto derivado de las palabras griegas. antho = "flor" y theca = "que contiene".
Sinonimia
- Garretia anthoteca Welw.[4]